# 기독사랑실천당
기독사랑실천당(基督-實踐黨)은 2004년 창당된 보수적 개신교계 종교 정당이다. 기독교 민주주의와 시장경제, 개신교 정신 등을 기본 이념으로 하고 있다. 2012년 3월 1일 다시 합당 합의를 하여 3월 21일 합당 신고를 완료, 기독자유민주당에 흡수되었다.

## 역사

### 창당 배경
최초의 개신교 정당으로는 조만식의 조선민주당이 존재하였다. 그러나 조선민주당은 1946년 신탁통치를 반대하던 조만식이 김일성에 의해 평양 고려호텔에 연금되고 김일성 계열인 최용건이 장악하면서 유명무실화하였다. 조선민주당은 최초의 개신교 정당이나 후대의 개신교정당과의 연계성은 없다.
1997년 대한민국 제15대 대통령 선거에서 한사랑 선교회의 김한식 목사 등이 바른정치연합을 창당하고 대통령 후보자로 김한식을 선출하였으나 선거에서 개신교계 신자들의 외면으로 낙선하였다. 김한식은 당시 4만여 표를 얻었다.
대한민국 제17대 총선에서 선거 10일전 기독당으로 창당 비례대표 정당득표율 1.0%을 기록하여 자민련에 이은 6위를 기록하였으나 2.0%에 미치지 못해 등록이 취소되었다.
2004년 기독당이 창당되었다.
2008년 1월 15일 한국기독당과는 별도로 서울특별시 세종문화회관 대강당에서 전광훈 등에 의해 사랑실천당이 창당되었고 30일 창당발기인 12,000여 명의 명단을 언론에 공개하였다.

### 통합출범 및 총선
2008년 2월 29일 기독교회관 2층 강당에서 개신교계 정당인 사랑실천당과 기독민주복지당이 통합을 선언하고 합당 출범하여 초대 대표로 최수환 장로를 선출하였다. 2008년 4월 제18대 총선에서 기독교에서 이단으로 간주하여 비판하는 종교인 통일교의 정당인 평화통일가정당에 대항하는 정당임을 홍보했으나 1석도 확보하지 못하였다. 하지만 비례대표 정당 득표율 2.59%를 기록하여 정당 등록 취소는 면했는데, 당시 선거법에서는 임기 만료에 의한 국회의원 선거에서 의석을 얻지 못하고 비례대표 득표율이 2%에 미달한 정당은 등록이 취소된다고 명시하고 있었다.
2008년 11월 공동대표로 최수환, 전광훈을 선출했고, 2010년 2월 4일에는 민승 목사가 대표로 선출되었다.

### 합당
기독자유민주당과 합당한다고 하여 합당 선언을 2011년 12월에 하였다. 2012년 3월 1일 합당 대회를 열 예정이었으나 무산되었다. 2012년 3월 다시 합당 합의를 하여 3월 21일 합당 신고를 완료, 기독자유민주당에 흡수되었다.

### 후기
2010년 김충립 당 대표의 잔여 임기를 민승 목사가 물려받았지만 경제적 어려움과 비 민주적 운영으로 당내 개혁세력의 저항이 컸고, 2012년 총선을 앞두고 기독민주당(김충립 대표)에 흡수 통합되었다. 민승 대표는 2011년 총선 전 승계받은 잔여 임기가 끝난 이후에도 당원들의 당 대표 선출을 위한 전당대회 요구를 거부하고 기독자유민주당(김충립 대표)과 2012년 3월 1일 합당을 추진하였다. 그러나 당내 의견이 없는 야합 합당이어서 당내 당원들에 의해 무산되었다.
그러나 당원들의 저항에도 불구하고 민승 대표와 이승일 국장은 기독사랑실천당(약칭 기독당)의 이름을 개혁민주당으로 바꿔 선관위에 신고하여 자체 소멸시켰으며 기독당이란 약칭이 필요했던 기독자유민주당에 행정적으로 기독당이라는 약칭을 넘겨주어 당원들로부터 거친 비난을 받았다. 당시 개혁을 요구하던 박두식 목사(경기도당위원장), 최바섭 목사(부대변인)는 2014년 4월 25일 "기독민주당"을 창당하면서 약칭으로 "기독당"을 선관위에 등록하여 사용했다.

### 역대 총선 결과
| 실시년도 | 선거      | 국회정원    | 당선자 현황 (지역구/비례대표) | 득표율 |
| -------- | --------- | ----------- | ----------------------------- | ------ |
| 2004년   | 17대 총선 | 299(254/45) | 0                             | 1.1%   |
| 2008년   | 18대 총선 | 299(245/54) | 0                             | 2.6%   |

## 정책 방향

### 9대 정강정책
- 진실되고 의식수준이 높은 포용의 기독교정신으로 천본주의 정신을 실현
- 자비의 마음으로 서로가 사랑하고 하나 되어 나라와 민족을 위하는 정치
- 철학, 종교, 과학을 바탕으로 한 영적으로 자유로운 민주주의 사회 구현
- 첨단과학기술과 문화예술을 기반으로 실용적인 지성시장경제 정책 추진
- 정보통신과 생명공학의 융합기술로 신상품 개발하여 경제회생
- 여성, 노인, 장애우를 위한 디지털뉴딜정책으로 생산적 복지사회 건설
- 교포청을 신설하고 사이버 네트워크를 결성하여 한민족 대통합
- 용서와 화해의 기독교정신으로 사랑과 평화를 위한 상생의 남북통일
- 은총과 축복 속에 통일국가를 건국하여 아시아 및 세계평화에 기여

### 3대 비전
- 사랑의 기독교정신 국가
- 자유시장경제 민주주의 국가
- 화해와 나눔의 복지사회 국가

### 6대 강령
- 신본주의와 신정국가를 지향하는 정당
- 평화적인 남북통일국가를 추진하는 정당
- 영성자유민주주의 도덕국가 지향의 정당
- 정보과학적인 시장경제체제의 정당
- 나눔의 복지사회국가를 지향하는 정당
- 세계 영적인 지도 국가를 지향하는 정당

## 같이 보기
- 최수환
- 전광훈
- 장경동
- 김한식